# أليخاندرو هيريرا
أليخاندرو هيريرا هو منافس ألعاب قوى كوبي، ولد في 21 أبريل 1958.

## وصلات خارجية
- أليخاندرو هيريرا على موقع اللجنة الأولمبية الدولية (الإنجليزية)
- أليخاندرو هيريرا على موقع أوليمبيديا (الإنجليزية)